# Вадомар
Вадомар (на латински: Vadomarius; на немски: Vadomar; * пр. 354, † сл. 373) е до 360/361 г. алемански крал в Брайзгау в Баден-Вюртемберг. Той е брат на Гундомад и баща на Витикаб. Римският историк Амиан Марцелин пише за него в произведението си Res gestae.

## Биография
През 354 г. Вадомар сключва мирен договор заедно с брат си Гундомад след загубена битка при Аугст против римския император Констанций II. След убийството на брат му Гундомад през 357 г. от придружителите му в Северен Брайзгау, народът му въстава против цезар (под-император) Юлиан. През 359 г. Юлиан Апостат пресича Рейн при Майнц и сключва мирни договори с алеманските крале Вадомар, Урсицин, Макриан, Ур, Хариобавд и Вестралп, след освобождаване на всички пленници.
През 360 г. брейзгауерите под Вадомар нападат територии на границата с Реция. Вадомар е арестуван по време на банкет в лагера на Юлиан и изгонен в Испания. Той прави кариера от 363 до 364 г. в римската войска в Изтока при император Йовиан и става dux на провинция Phoenice, в днешен Ливан. Заради характера си той загубва тази позиция.
При император Валент той се бие през 365 г. като генерал с особено приложение против узурпатор Прокопий във Витиния и през 373 г. против персите в Месопотамия.